# Jussi Jokinen
Jussi Petteri Jokinen (* 1. April 1983 in Kalajoki) ist ein ehemaliger finnischer Eishockeyspieler. Der linke Flügelstürmer bestritt zwischen 2005 und 2018 über 1000 Partien für neun Teams in der National Hockey League, den Großteil davon für die Carolina Hurricanes, Florida Panthers und Dallas Stars. Zudem verbrachte er acht Spielzeiten bei Kärpät Oulu in der heimischen Liiga, mit denen er zweimal finnischer Meister wurde. Mit der finnischen Nationalmannschaft gewann Jokinen unter anderem jeweils die Silbermedaille bei den Olympischen Winterspielen 2006 und der Weltmeisterschaft 2016.

## Karriere
Jokinen war bereits in der finnischen Junioren Liga vertreten, wo er 2000 zum besten U-17 Spieler gewählt wurde. Seine Profikarriere startete er 2001 bei Oulun Kärpät in der finnischen SM-liiga, wo er bis 2005 spielte. Beim NHL Entry Draft 2001 hatten sich die Dallas Stars an Stelle 192 die Rechte an ihm gesichert. Mit den Kärpät wurde er in den Jahren 2004 und 2005 finnischer Eishockey-Meister und erreichte 2005 den zweiten Platz im IIHF European Champions Cup.
In der Spielzeit 2004/05 konnte Jokinen 23 Tore und 24 Assists verbuchen, womit er es unter die besten sechs Stürmer der SM-Liiga schaffte. Ab der Saison 2005/06 spielte er bei den Dallas Stars.
Als Shootout-König machte er bei seiner ersten Saison bei den Dallas Stars von sich reden, als er neun von neun Shootouts verwandelte. Erst ein anderer Finne, der Torwart Vesa Toskala (San Jose Sharks), konnte diesen Lauf beenden. Jokinen führte die Shootout-Rangliste der regulären Saison 2005/06 mit zehn Toren bei dreizehn Versuchen an. Drei von diesen Toren waren spielentscheidend. In seiner ersten Saison in der NHL erzielte er 17 Tore und 38 Assists, in den Play-offs waren es in fünf Spielen zwei Tore und ein Assist. Nach Punkten konnte Jokinen die Saison als viertbester Rookie abschließen. Zur Trade Deadline der Saison 2007/08 wurde er zusammen mit Jeff Halpern und Mike Smith von Dallas zu den Tampa Bay Lightning transferiert. Im Gegenzug kamen Brad Richards und Johan Holmqvist nach Texas.
Ein Jahr später, am 4. Februar 2009 wurde Jokinen auf die Waiver-Liste gesetzt. Drei Tage später tauschten ihn die Lightning gegen Wade Brookbank und Josef Melichar von den Carolina Hurricanes. Am 3. April 2013 wurde er zu den Pittsburgh Penguins transferiert und unterschrieb dort einen Einjahresvertrag. Nachdem dieser im Anschluss an die Saison 2013/14 nicht verlängert worden war, schloss er sich im Juli 2014 den Florida Panthers an. Dort unterzeichnete der Angreifer einen Vierjahresvertrag, wobei ihm die Panthers sein verbleibendes Vertragsjahr jedoch im Juni 2017 ausbezahlten (buy-out). Infolgedessen nahmen ihn im Juli 2017 als Free Agent die Edmonton Oilers unter Vertrag. Nach 14 Spielen, in denen Jokinen eine Torvorlage erzielte, transferierten die Oilers ihn am 14. November 2017 für Michael Cammalleri zu den Los Angeles Kings. Die Kings wiederum wollten den Angreifer knapp zwei Monate später über den Waiver in die American Hockey League schicken, wobei er von den Columbus Blue Jackets verpflichtet wurde. Auch bei den Blue Jackets war er nur kurzzeitig aktiv, bis er zur Trade Deadline im Februar 2018 samt Tyler Motte an die Vancouver Canucks abgegeben wurde. Im Gegenzug wechselte Thomas Vanek nach Columbus. In Vancouver beendete er die Saison 2017/18, erhielt jedoch keinen weiterführenden Vertrag von den Canucks.
Anschließend wechselte Jokinen zurück nach Europa, wo er sich im November 2018 dem EHC Kloten aus der Swiss League anschloss und dort vorerst einen Vertrag mit einer Laufzeit von einem Monat unterzeichnete. Bereits im Januar 2019 kehrte er zu seinem Ausbildungsverein nach Oulu zurück und erhielt dort im Juni 2019 einen neuen Zweijahresvertrag. Diesen erfüllte er und verkündete nach der Saison 2020/21 das Ende seiner aktiven Karriere.

### International
2001 (U18), 2002 (U20) und 2003 (U20) trat Jokinen bei der Junioren-Eishockey-Weltmeisterschaft an. 2003 war er dabei Topscorer seiner Mannschaft. Jokinen repräsentierte Finnland unter anderem bei der Eishockey-Weltmeisterschaft 2005 (siebter Platz) und 2006 (3. Platz) sowie bei den Olympischen Winterspielen 2006 (2. Platz). Bei den Olympischen Spielen 2014 gewann er mit der finnischen Nationalmannschaft die Bronzemedaille und vertrat sein Heimatland zudem beim World Cup of Hockey 2016.

## Erfolge und Auszeichnungen
- 2003 Finnischer Vizemeister mit Oulun Kärpät
- 2004 Finnischer Meister mit Oulun Kärpät
- 2005 Finnischer Meister mit Oulun Kärpät
- 2007 Teilnahme am NHL YoungStars Game

### International
| - 2001 Bronzemedaille bei der U18-Junioren-Weltmeisterschaft - 2002 Bronzemedaille bei der U20-Junioren-Weltmeisterschaft - 2002 Bester Vorlagengeber der U20-Junioren-Weltmeisterschaft (gemeinsam mit Aleš Hemský) - 2003 Bronzemedaille bei der U20-Junioren-Weltmeisterschaft - 2003 Bester Torschütze der U20-Junioren-Weltmeisterschaft (gemeinsam mit Patrik Bärtschi und Igor Grigorenko) | - 2006 Silbermedaille bei den Olympischen Winterspielen - 2006 Bronzemedaille bei der Weltmeisterschaft - 2008 Bronzemedaille bei der Weltmeisterschaft - 2014 Bronzemedaille bei den Olympischen Winterspielen - 2016 Silbermedaille bei der Weltmeisterschaft |

## Karrierestatistik

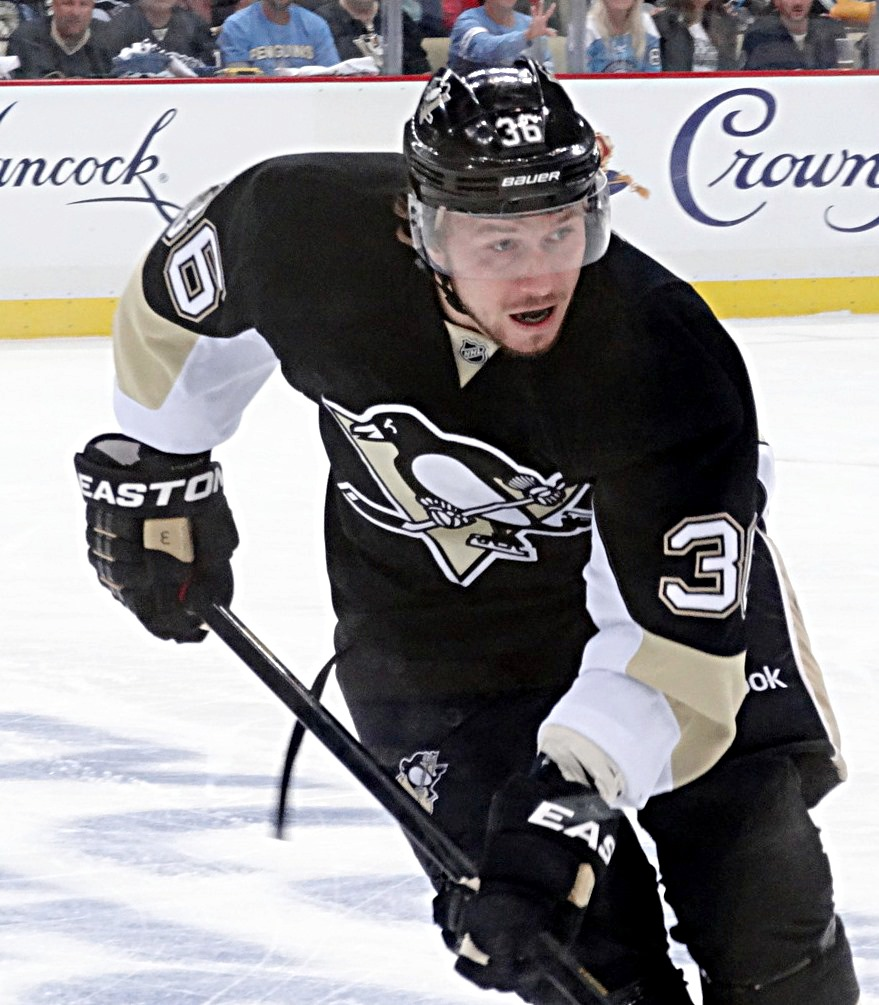
Jokinen im Trikot der Pittsburgh Penguins (2013)

### International
Vertrat Finnland bei:
| - World U-17 Hockey Challenge 2000 - U18-Junioren-Weltmeisterschaft 2001 - U20-Junioren-Weltmeisterschaft 2002 - U20-Junioren-Weltmeisterschaft 2003 - Weltmeisterschaft 2005 - Olympischen Winterspielen 2006 - Weltmeisterschaft 2006 | - Weltmeisterschaft 2008 - Weltmeisterschaft 2010 - Weltmeisterschaft 2012 - Olympischen Winterspielen 2014 - Weltmeisterschaft 2015 - Weltmeisterschaft 2016 - World Cup of Hockey 2016 |

(Legende zur Spielerstatistik: Sp oder GP = absolvierte Spiele; T oder G = erzielte Tore; V oder A = erzielte Assists; Pkt oder Pts = erzielte Scorerpunkte; SM oder PIM = erhaltene Strafminuten; +/− = Plus/Minus-Bilanz; PP = erzielte Überzahltore; SH = erzielte Unterzahltore; GW = erzielte Siegtore; 1 Play-downs/Relegation; Kursiv: Statistik nicht vollständig)

## Familie
Sein Bruder Juho ist ebenfalls professioneller Eishockeyspieler; mit Olli Jokinen ist er allerdings nicht verwandt.